# Gelenktoilette
Gelenktoilette ist der Oberbegriff für verschiedene, meist arthroskopisch durchgeführte Eingriffe an einem kranken Gelenk.
Der Begriff ist vom Ausdruck Toilette machen für ‚putzen‘, ‚reinigen‘ abgeleitet. Darunter fallen neben dem Glätten aufgerauter Knorpelschichten die Entfernung von Kalkeinlagerungen, das Glattschneiden von gerissenenem Meniskusgewebe, die Beseitigung der Reste zerrissener Bänder oder das Herausholen freier Gelenkkörper. An der Schulter ist es oft notwendig, Osteophyten abzutragen, die vom Schultereckgelenk aus nach unten gewachsen sind.
Die arthroskopische Gelenktoilette hat nach einer internationalen Studie keinen Vorteil für den Patienten, daher ist sie seit April 2016 nicht mehr Teil der Leistungen der gesetzlichen Krankenversicherung, nur noch bei akuten Verletzungen.